# Service intercommunal de transport du bassin de Pompey
Le Service intercommunal de Transport de Pompey (SIT Pompey) est le réseau de transport en commun de la communauté de communes du bassin de Pompey.
Le réseau est exploité par Keolis Territoires Nancéiens.
L'ensemble des lignes est étudié pour permettre des correspondances optimales avec les réseaux SUB (10-81-82-83-84-85), TER et Fluo 54 (330-370-380)

## Réseau à partir du 2 août 2021
Le bassin de Pompey restructure son réseau une nouvelle fois en 2021 et s'aligne sur la logique du réseau Stan de Nancy pour la numérotation.
| Ligne | Tracé                                                                             |
| ----- | --------------------------------------------------------------------------------- |
| 25    | LIVERDUN Neyette <> BOUXIERES-AUX-DAMES Téméraire                                 |
| 26    | FROUARD Gare <> LIVERDUN Gare                                                     |
| 34    | SAIZERAIS Lilas <> POMPEY 10 Septembre                                            |
| 35    | CHAMPIGNEULLES Bellefontaine <> LAY SAINT CHRISTOPHE Mairie / MALZEVILLE Verlaine |
| 36    | POMPEY / CUSTINES / MALLELOY / FAULX / MONTENOY                                   |

Les lignes 34 et 35 circulent de manière classique selon leur itinéraire défini en heures de pointe et en période scolaire. 
Le reste du temps, ces lignes basculent en navette à la demande Sitad'in zonales avec extension sur Liverdun & Millery pour la ligne 34 et Frouard sur la ligne 35.
La ligne 36 est une navette Sitad'in à la demande sur toute son amplitude.
Des pôles majeurs tels que les gares ou la zone commerciale du Grand Air sont également accessibles avec toutes les navettes Sitad'in à la demande.
La desserte du parc Eiffel est reprise par la ligne 10 du réseau Sub.
Le réseau est désormais connecté au réseau Stan à Malzéville avec les lignes Stan 16 et Sitad'in 35.

## Réseau du 30 juin 2014 au 31 juillet 2021
À partir du 30 juin 2014, le réseau SIT a été restructuré avec 3 lignes régulières et 3 lignes flexo (transport à la demande). Les services scolaires sont inchangés.
| Ligne | Tracé                                                                              |
| ----- | ---------------------------------------------------------------------------------- |
| 1     | SAIZERAIS Les Vignes <> LIVERDUN SNCF <> POMPEY 10 septembre                       |
| 2     | FROUARD SNCF <> LIVERDUN SNCF                                                      |
| 3     | CHAMPIGNEULLES Bellefontaine <> BOUXIERES-AUX-DAMES <> LAY-ST-CHRISTOPHE Haute Lay |
| 4     | POMPEY 10 septembre <> POMPEY Eiffel Energies <> POMPEY Zone des Sablons           |
| 5     | POMPEY 10 septembre <> CUSTINES <> MALLELOY <> FAULX <> MONTENOY Petit Verger      |
| 6     | POMPEY 10 septembre <> MARBACHE <> MILLERY Place du Souvenir                       |
| 7     | SAIZERAIS Lilas <> MARBACHE Gare                                                   |

## Réseau jusqu'au 29 juin 2014
Ce réseau était composé de 7 Lignes régulières et d'un service de TAD nommé "Sitad'in" fonctionnant en heures creuses.
| Ligne | Tracé                                                                   |
| ----- | ----------------------------------------------------------------------- |
| A     | SAIZERAIS Les Vignes <> LIVERDUN SNCF <> FROUARD Saule Gaillard         |
| B     | FROUARD Saule Gaillard <> LAY-ST-CHRISTOPHE Haute Lay                   |
| C     | FROUARD SNCF <> POMPEY Fonds de Lavaux                                  |
| D     | SAIZERAIS Lilas <> POMPEY 10 septembre [<> BUGNET C.E.S. Julien Franck] |
| E     | [C.E.S. Julien Franck] FROUARD Saule Gaillard <> MONTENOY Fontaine      |
| F     | FROUARD Bellevue <> CHAMPIGNEULLES Port [<> C.E.S. Julien Franck]       |
| G     | [C.E.S. Grandville <>] LIVERDUN SNCF <> FROUARD Écoles                  |

Il existait un service de renforts scolaires, nommé "Novasit" sur les lignes A, E et F. Il existait aussi sur la ligne B mais il a été remplacé par la ligne SUB no 326.
Les lignes C et F circulaient parfois en transport à la demande.